# 1208

## Събития
1208 г.-Битката на Борил при Пловдив